# Oswaldpeetersita
L'oswaldpeetersita és un mineral de la classe dels carbonats. Rep el seu nom de Maurice Oswald Peeters (1945-), de la KU Leuven de Lovaina, Bèlgica.

## Característiques
L'oswaldpeetersita és un carbonat de fórmula química (UO₂)₂(CO₃)(OH)₂·4H₂O. Va ser aprovada com a espècie vàlida per l'Associació Mineralògica Internacional l'any 2000. Cristal·litza en el sistema monoclínic. La seva duresa a l'escala de Mohs es troba entre 2 i 3. L'exemplar que va servir per a determinar l'espècie, el que es coneix com a material tipus, es troba conservat al Reial Institut Belga de Ciències Naturals, a Brussel·les.
Segons la classificació de Nickel-Strunz, l'oswaldpeetersita pertany a «05.EA - Uranil carbonats, UO₂:CO₃ > 1:1» juntament amb els següents minerals: UM1997-24-CO:CaCuHU, urancalcarita, wyartita, roubaultita, kamotoïta-(Y) i sharpita.

## Formació i jaciments
Va ser descoberta a la mina Jomac, al White Canyon, situat al districte homònim del comtat de San Juan (Utah, Estats Units). Es tracta de l'únic indret on ha estat trobada aquesta espècie mineral.